# Tertius (banc de sable)
Tertius ou aussi Tertiussand est un banc de sable dans la baie de Heligoland au large de la Dithmarse (Land de Schleswig-Holstein). Il était auparavant plus élevé mais a subi l'érosion des inondations et n'a aucune végétation. 
La zone n'appartient ni à une commune ni à un arrondissement. Mais généralement, comme l'Office du parc national de Schleswig-Holstein, Tertius et Blauort, un autre banc de sable plus au nord, sont attribués à Hedwigenkoog, dans l'arrondissement de Dithmarse. Mais rien n'est officiel. De récentes images satellites montrent une surface de sable à marée basse, une aire marine peu profonde.
Tertius se situe à environ 10 kilomètres à l'ouest de la station balnéaire de Büsum, au-dessus de la baie de Meldorf (de). Il se déplace vers l'est par la force des courants, notamment le Piep (de). Trischen est au sud, Blauort au nord-est. 

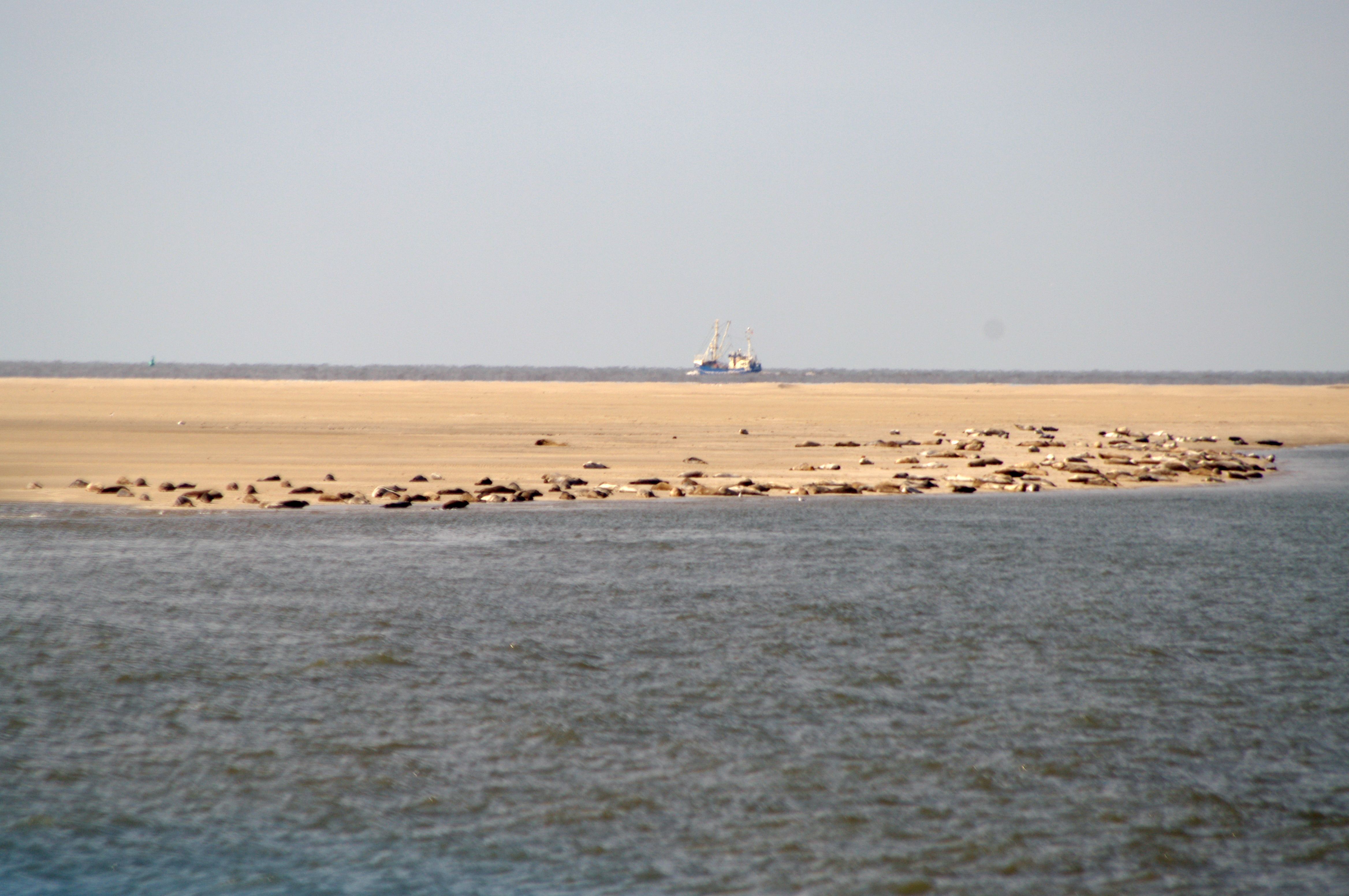
Veaux de mer sur Tertius

On trouve sur le banc de nombreux oiseaux marins et des phoques. Une venue sur le banc est donc soumise à une autorisation. Un amer signale le banc de sable de Tertius à la navigation.